# ديريك ويغان
ديريك ويغان (من مواليد 27 يوليو 1992) لاعب كرة قدم امريكية محترف في دوري كرة القدم الكندية ويشغل خطة دفاع ويلعب لفريق كالغاري ستمبدريس من الدوري الكندي لكرة القدم (CFL).